# ملت ریتم
«ملتِ ریتم» (انگلیسی: Rhythm Nation) آهنگی از جنت جکسون، خوانندۀ آمریکایی است که به‌عنوان دومین تک‌آهنگ از چهارمین آلبوم استودیویی او، ملت ریتم جنت جکسون ۱۸۱۴ (۱۹۸۹) منتشر شد.